# Aeroméxico
Pour les articles homonymes, voir AMX.
Aeroméxico Aerovías de México (Code AITA : AM ; code OACI : AMX) est la compagnie aérienne nationale du Mexique, dont le hub principal est situé à Mexico. Son slogan est « La línea que nos une » (« la compagnie aérienne qui nous unit »). Elle propose près de 600 vols quotidiens au Mexique, en Amérique du Nord et du Sud, aux Caraïbes, en Europe (dont Paris) et en Asie.

## Histoire

### Les débuts
Antonio Díaz Lombardo créa Aeronaves de México en septembre 1934. Son premier avion fut un Stinson SR qui effectua son vol inaugural sur la route Mexico-Acapulco le 14 septembre 1934, piloté par Julio Zinser. 

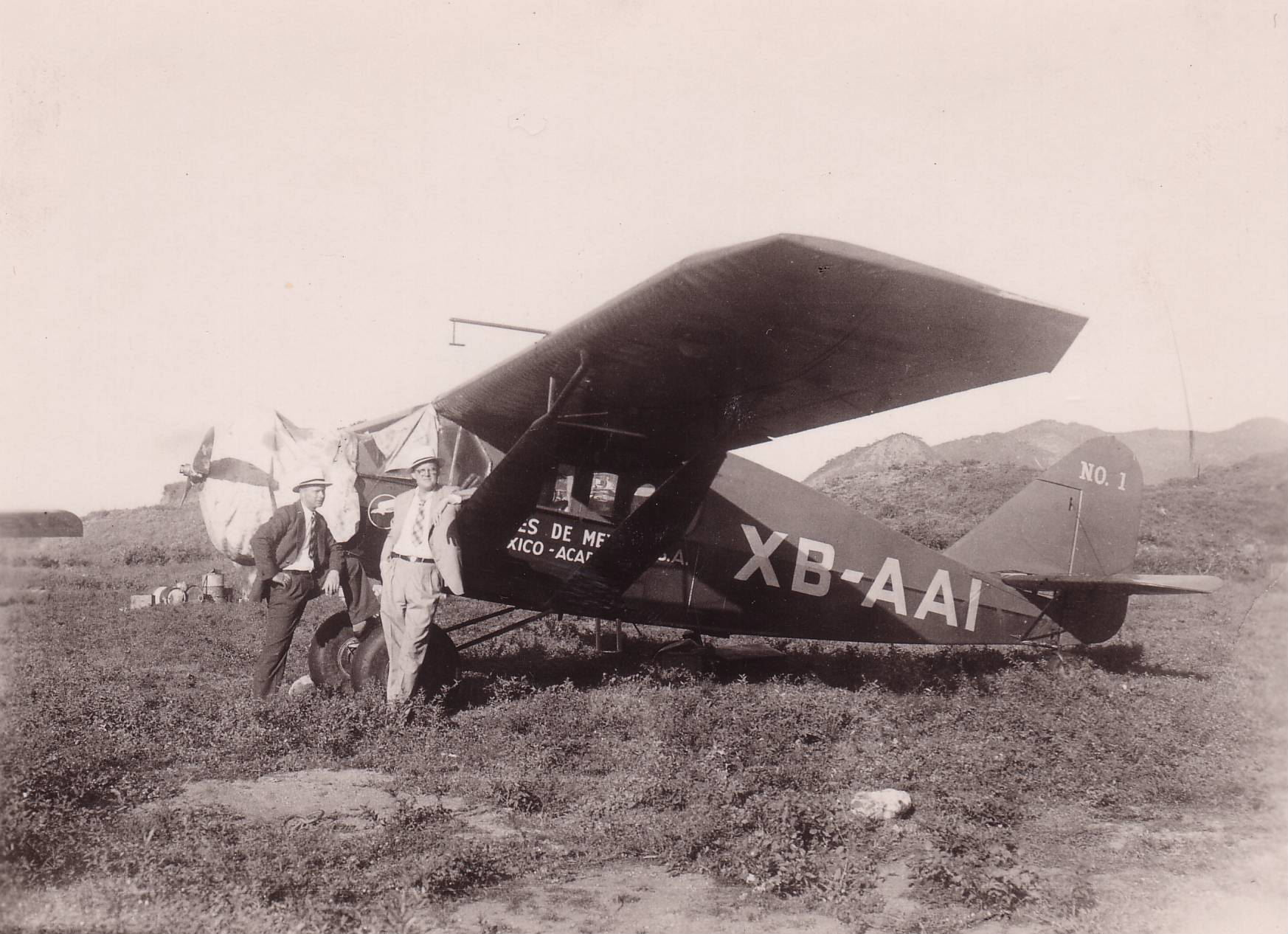
Stinson assurant la ligne Mexico - Acapulco au milieu des années 1930.

### Années 1950: Filiale de Pan Am et nationalisation
Devenu une filiale du groupe Pan American World Airways, elle absorbera à partir de 1952 plusieurs petites compagnies, dont Lamsa, Aerovias Reforma, Lineas Aereas Mexicanas SA, Trans Mar de Cortes et Aerovías Guest (la seconde compagnie aérienne du pays à l'époque). Aeroméxico a ajouté à sa flotte le Douglas DC-3 et son successeur, le Douglas DC-4.
À la fin des années 1950, les Douglas DC-4 ont été remplacés par des Douglas DC-6 pressurisés et deux Bristol Britannias (le premier avion de passagers à turbopropulseur de la flotte) et en 1958, des services ont été inaugurés à l'aéroport d'Idlewild (maintenant JFK) en utilisant le Britannias .

En 1959, Aeronaves de México fut nationalisée, Pan Am cédant sa participation au capital au gouvernement mexicain.

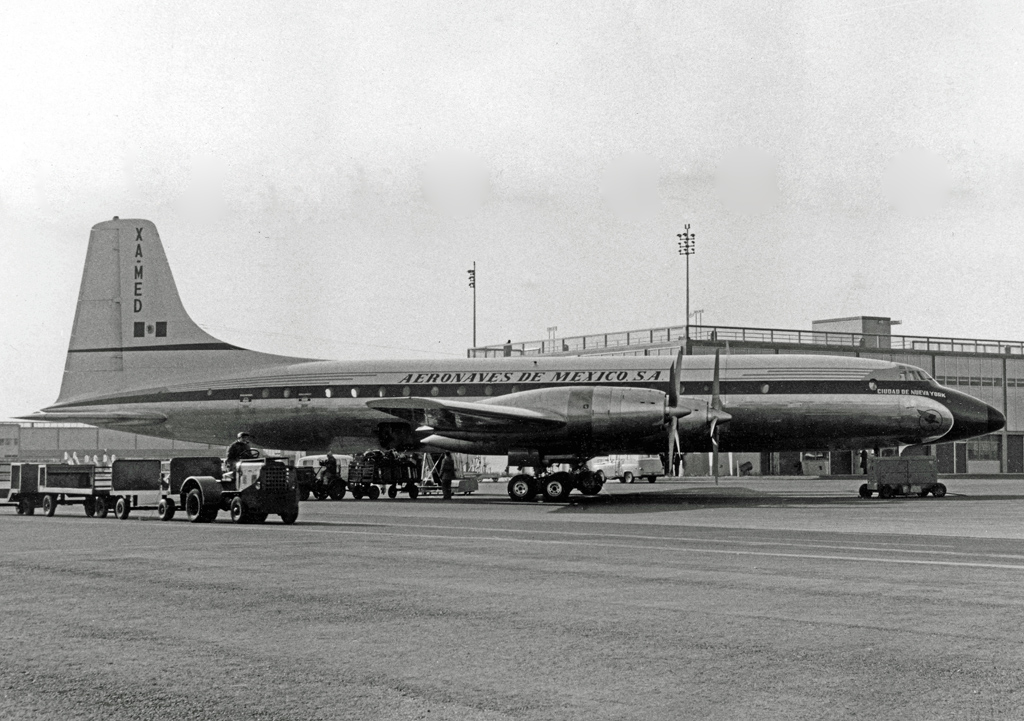
Bristol Britannias en 1958
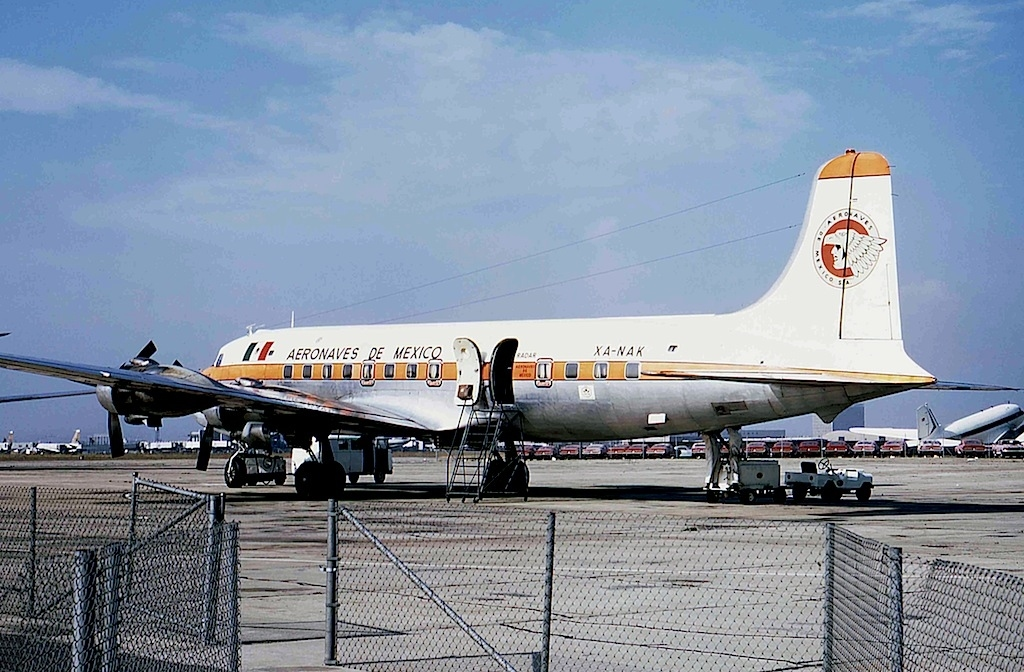
Un Douglas DC-6

### Années 1960 et 1970: Premiers avions à réaction
| - Un Douglas DC-8-51 - Un Douglas DC-9-30 |

À partir de 1961, "Aeronaves" a commencé à remplacer ses avions à moteur à pistons par de nouveaux jets. Le premier avion à réaction était le Douglas DC-8 . Les DC-8 ont été utilisés sur les routes au Mexique et vers New York. En 1963, Aeronaves de México (Aeroméxico) a repris Aerovias Guest et elles ont été fusionnées sous le nom d'Aeronaves de México. Plus tard dans les années 1960, d'autres DC-8 ont été ajoutés à la flotte et le service vers l'Europe a repris, exploité par deux avions à réaction de Havilland Comet 4C loués par Aerovías Guest avant la fusion.
En 1970, les lignes aériennes intérieures du Mexique furent réorganisées selon une directive gouvernemental, huit compagnies régionales placées sous le contrôle d'Aeronaves de México desservant 31 aéroports mexicains, tandis qu'Aeronaves de México assurait sous son nom les liaisons internationales à destination de Panama, Caracas, Bogota, Lima, Los Angeles, Tucson, Houston, Miami, New York, Madrid et Paris.
Au début des années 1970, les avions Douglas DC-6 et Bristol Britannia restants ont été retirés

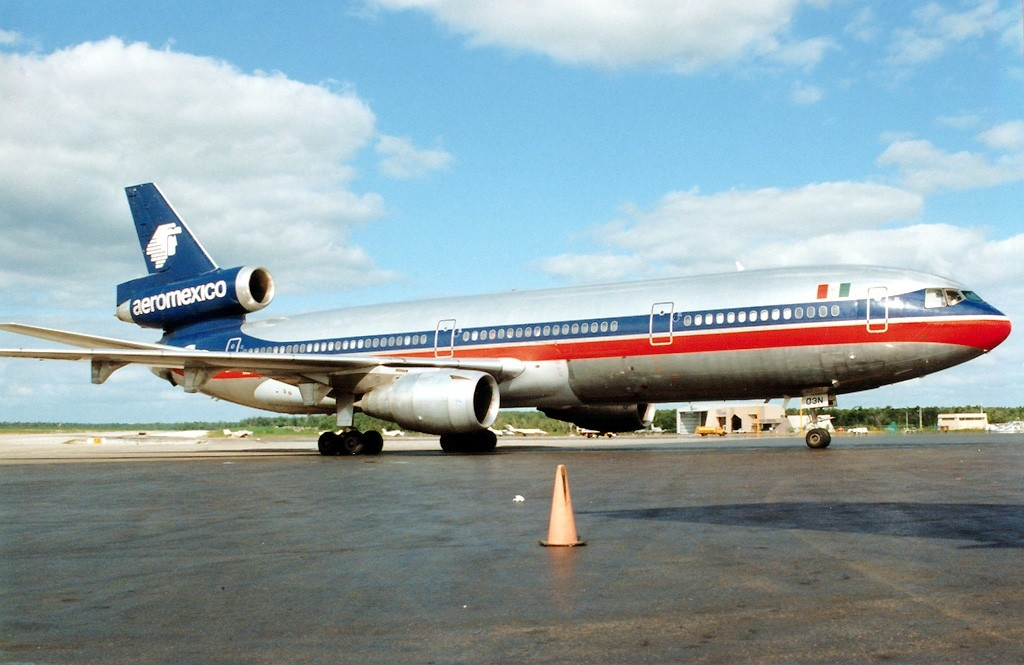
McDonnell Douglas DC-10-15, AeroMexico

En février 1972, Aeronaves de México est devenu Aeroméxico. Début 1983 les effectifs de la compagnie dépassaient les 10 000 personnes pour une flotte composée de quatre McDonnell Douglas DC-10 (dont Aeromexico est l'une des compagnies de lancement), cinq Douglas DC-8-50 et 29 Douglas DC-9, dont quatre Douglas DC-9-80 sur une commande de huit exemplaires. Pendant cette période, la popularité et la visibilité de la compagnie aérienne ont considérablement augmenté notamment grâce à l'apparition de la compagnie dans le cinéma mexicain.

### Années 1980: Expansion et privatisation

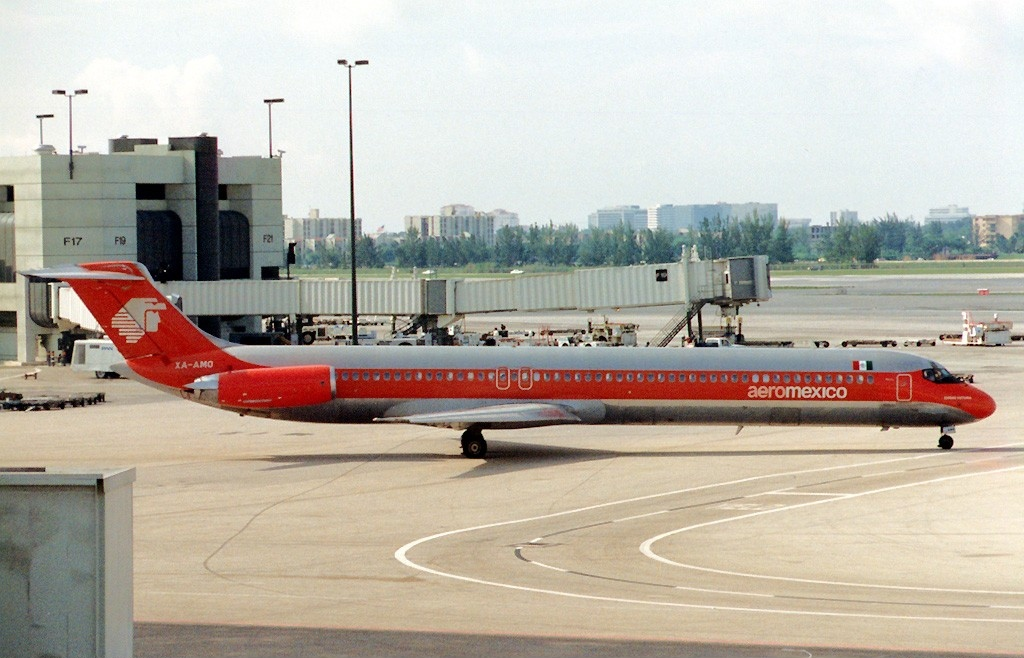
Un MD-82 d'Aeromexico en 1989

Le début des années 80 a été marqué par une large expansion. La compagnie arbore des nouvelles couleurs (peinture orange et argent) sur ses avions. Aeroméxico, l'un des clients de lancement du McDonnell Douglas MD-82 (une version allongée du DC-9), a reçu ses deux premiers exemplaires fin 1981.
Le 31 août 1986, la compagnie a subi son seul accident mortel en dehors du Mexique lorsque le vol Aeroméxico 498, un Douglas DC-9, approchant de l'aéroport international de Los Angeles, a été heurté par un avion léger . Les deux avions sont ensuite tombés au sol dans la banlieue de Los Angeles à Cerritos, en Californie . Les 64 passagers et membres d'équipage à bord du DC-9-32 ont été tués, tout comme les trois personnes à bord de l'avion léger et 15 personnes au sol. Après trois ans et un long procès, l'équipage de l'avion et la compagnie aérienne n'ont pas été reconnus coupables. En effet, le pilote du Piper s'était égaré dans une zone de contrôle aérien réservée aux vols commerciaux.
Cette même année, la compagnie aérienne a acquis le transporteur charter GATSA et l'a utilisé pour des opérations d'affrètement jusqu'en décembre.
En avril 1988, la société d'État a été déclarée en faillite et mise au sol pendant trois mois en raison d'un manque d'organisation, d'une flotte avec une moyenne de 20 ans sans plan de rénovation et d'une administration déprédatrice du gouvernement mexicain. En août, un programme de privatisation était en cours. Cela impliquait de retirer les huit Douglas DC-8 ainsi que les dix autres DC-9-15. Après une grève et une faillite entre avril et mai 1988, un processus de privatisation a commencé. Ainsi, le 1er octobre 1988 naît Aerovías de México, S.A. de C.V, qui conserve le nom de marque Aeroméxico et l'emblème du Caballero Águila.. La compagnie aérienne a redémarré ses opérations avec certains des actifs de son prédécesseur, notamment le bâtiment du siège, le hangar de maintenance, certains avions et certains anciens employés d'Aeronaves de Mexico.

### Années 1990: Crises économiques et création de CINTRA
Le début des années 1990 a été une période de turbulences, avec la hausse des coûts du carburant due à la guerre du Golfe et une guerre des tarifs intérieurs causée par des compagnies aériennes en démarrage comme TAESA, Servicios Aéreos Rutas Oriente, Aviacsa, entre autres, ainsi que des problèmes de main-d'œuvre constants. En avril 1991, les deux premiers 767-200ER ont été introduits dans la flotte dans le but de remplacer les DC-10.
En 1992, après avoir échoué à investir dans Continental Airlines, Aeroméxico a acquis Aeroperú en faillite auprès du gouvernement péruvien. En 1993, le groupe Aeroméxico a repris Mexicana, la deuxième compagnie aérienne du marché mexicain.
En 1995, Aeroméxico a dû réduire ses activités afin de faire face à la crise économique au Mexique. Le dernier DC-10 est retiré de la flotte la même année.
Le 28 juin 1996 naît la Corporación International de Transporte Aéreo (CINTRA), comme une holding de compagnies aériennes pour empêcher les deux principaux transporteurs de faire faillite. En 1996, Mexicana entre dans le groupe CINTRA, une holding qui comprend les compagnies suivantes : Mexicana de Aviación (vendue depuis), Aerocaribe (vendue depuis), Aeroméxico, SEAT, Aerolitoral, Aeromexpress, Centro de Capacitación Alas de América et Sabre Mexique. CINTRA est actuellement une des plus grandes entreprises du Mexique.

### Années 2000: SkyTeam et rachat par Banamex

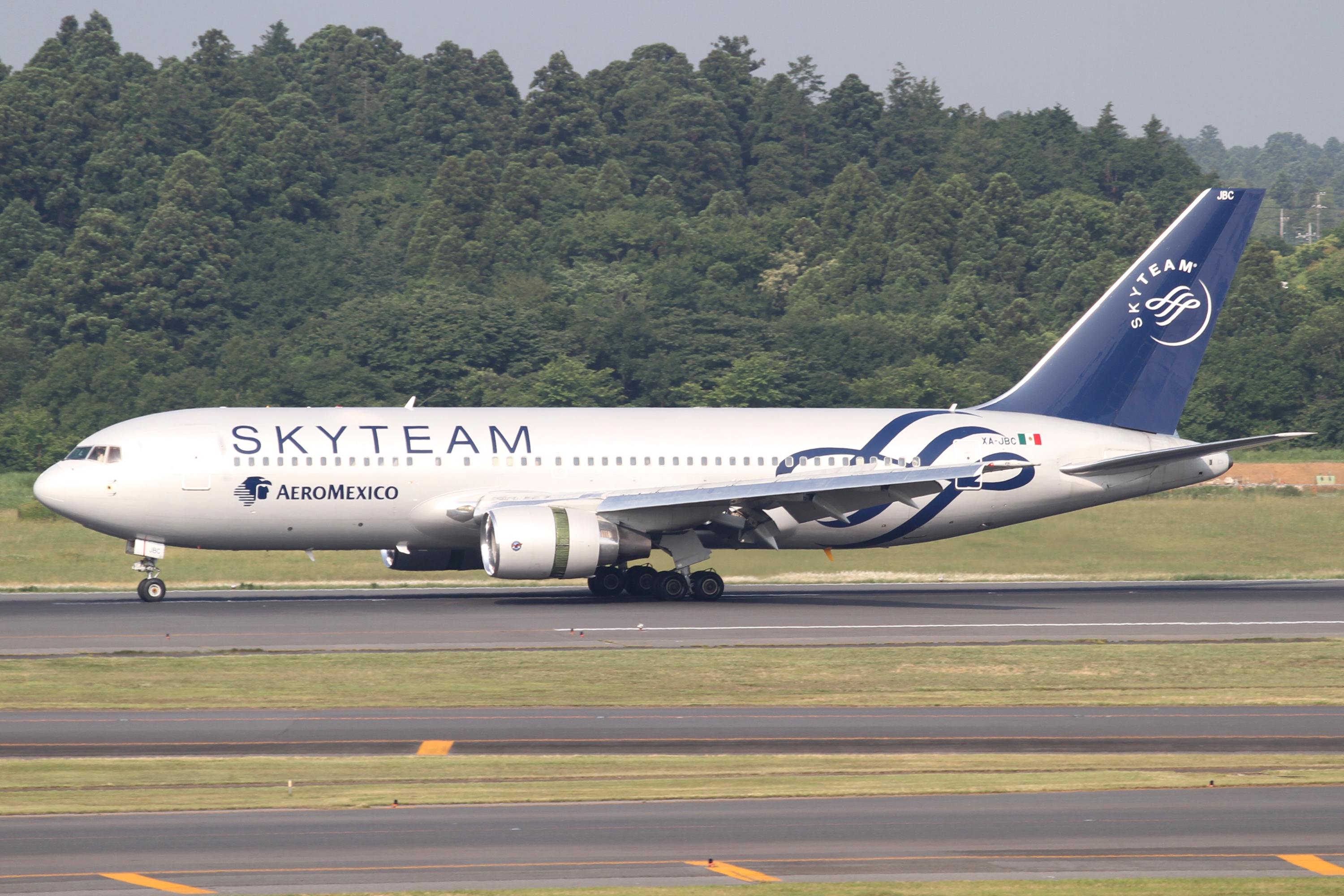
Un Boeing 767 d'Aeromexico dans la livrée SkyTeam

Le 22 juin 2000, la compagnie aérienne, avec Air France, Delta et Korean Air, a fondé l' alliance aérienne mondiale SkyTeam.
La compagnie poursuit un programme de rénovation de sa flotte avec l'arrivée en 2003 du Boeing 737-700 en remplacement du vieillissant DC-9. En 2006, le Boeing 777-200ER fait son apparition dans la flotte de la compagnie et en profite pour desservir l'Asie. Il est également décidé que le Boeing 787 Dreamliner ferait son entrée en service en 2012.
| - Boeing 737-700 - Un Boeing 777 |

À partir de 2006, Consorcio Aeroméxico SA de CV, la société mère d'Aeroméxico à l'époque, était confrontée à d'importantes dettes et n'avait pas de bénéfices pour les rembourser, elle a donc proposé la vente d'Aeroméxico en 2007. Début octobre, une vente aux enchères d'une semaine a eu lieu, avec Grupo Financiero Banamex, une unité de Citigroup, en concurrence avec la famille Saba. Le 17 octobre 2007, Banamex a proposé l'offre la plus importante et a acheté la compagnie aérienne pour 249,1 millions de dollars. En octobre 2010, le plus grand concurrent d'Aeroméxico, Mexicana de Aviacion, a déposé son bilan et a été placé sous administration.

### Années 2010: Alliance entre Aeromexico et Delta
En 2011, Delta Air Lines et Aeroméxico ont signé une alliance commerciale renforcée, s'appuyant sur un accord original de 1994. L'accord de 2011 prévoyait le partage de code sur tous les vols Mexique-États-Unis des transporteurs; Delta investit 65 millions de dollars américains dans des actions d'Aeroméxico; et obtient un siège au conseil d'administration d'Aeroméxico.
En 2012, Aeroméxico a transporté 14,812 millions de passagers.

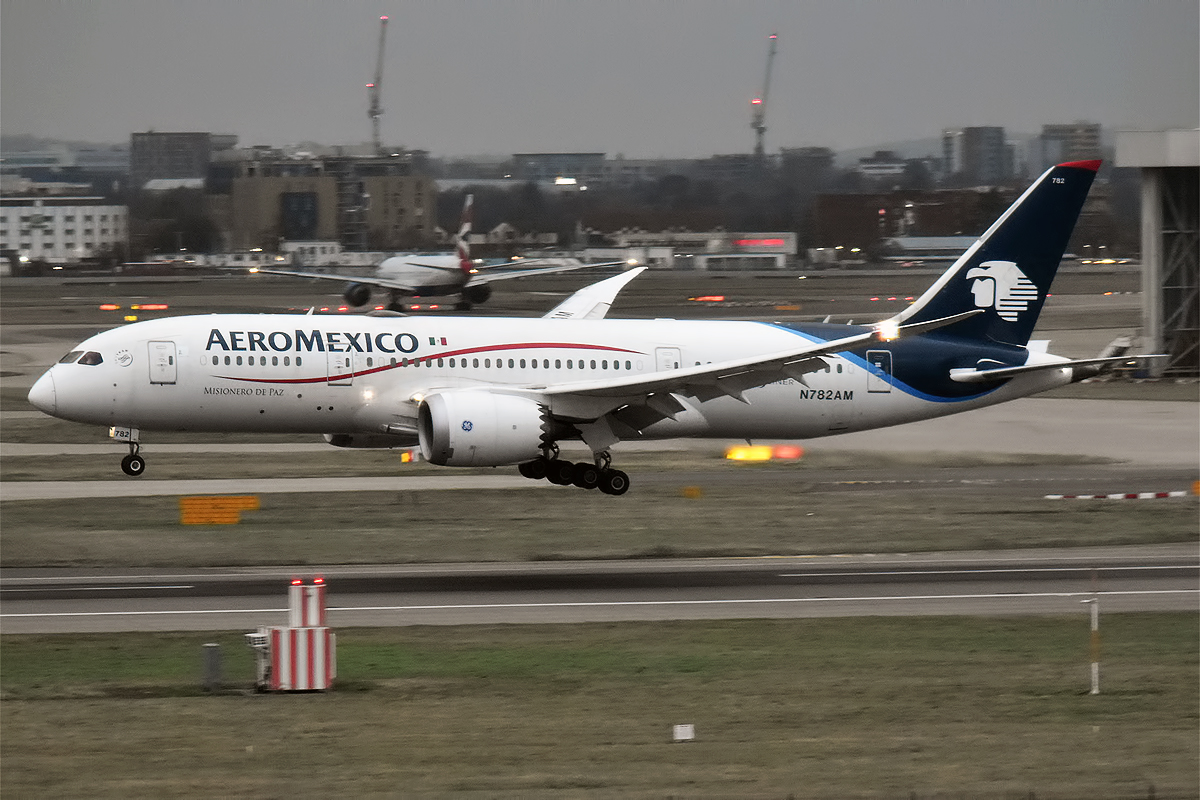
Boeing 787-8 Dreamliner à l'atterrissage

Le 25 juillet 2012, le PDG d'Aeroméxico, Andrés Conesa, a annoncé l'achat de six Boeing 787-9 Dreamliners. La nouvelle commande a été ajoutée au paquet de 20 avions que la société avait annoncé en 2011 et neuf autres Boeing 787-8 Dreamliners déjà fournis.
La livraison des Dreamliners a débuté à l'été 2013. L'investissement total est de 11 milliards de dollars américains et comprend l'acquisition de 90 Boeing 737 MAX 8 dont la livraison a commencé à partir de 2018,. La compagnie aérienne a pris livraison de son premier Boeing 787-8 Dreamliner (provenant du carnet de commandes de l' ILFC ) début août 2013 et a officiellement lancé son service commercial le 1er octobre 2013. Entre 2013 et 2015, les huit autres ont été livrés (sept loués et deux détenus à part entière par Aeroméxico).
En novembre 2015, Delta Air Lines annonce son intention d'acquérir une participation de 32 % dans Aeromexico pour près de 600 millions de dollars.
| - Sièges d'un Boeing 787 - Cabine d'un Boeing 787 |

En février 2017, Delta a annoncé une offre d'acquisition d'actions supplémentaires d'Aeroméxico, à hauteur de 49%. En septembre 2017, Aeromexico a annoncé qu'elle ferait partie des premières entreprises au monde à lancer des services sur la nouvelle solution d'entreprise de WhatsApp - la première fois que les grandes entreprises seraient en mesure de fournir un service client à grande échelle aux utilisateurs,. En février 2018, la société a annoncé le développement de nouvelles fonctionnalités avec son partenaire Yalochat, telles que la confirmation d'achat et les notifications de vol via WhatsApp, et l'approfondissement de l'intelligence artificielle utilisée sur sa plate-forme de chat.
En février 2018, Aeromexico a introduit une nouvelle structure tarifaire de marque comprenant un nouveau tarif de base qui n'incluait pas de franchise de bagages enregistrés, ni n'autorisait les attributions de sièges, les surclassements ou les changements.

### Années 2020: Covid-19 et faillite
La pandémie COVID-19 a profondément affecté l'industrie mondiale de l'aviation, y compris Aeromexico. Les actions d'Aeromexico ont chuté au cours du premier semestre 2020 et des rumeurs de faillite sont apparues. Le 30 juin, Aeroméxico a volontairement déposé son bilan en vertu du chapitre 11 aux États-Unis. Cependant, les opérations quotidiennes se poursuivront alors que la société entamera une refonte financière. Les passagers devraient toujours pouvoir voyager avec leurs billets existants et les employés continueront à être payés, selon la direction.

## Identité

### Emblème
Le guerrier aigle est le symbole de la compagnie. C'est une référence au ciel, aux valeurs et aux racines culturelles mexicaines.

### Livrées historiques

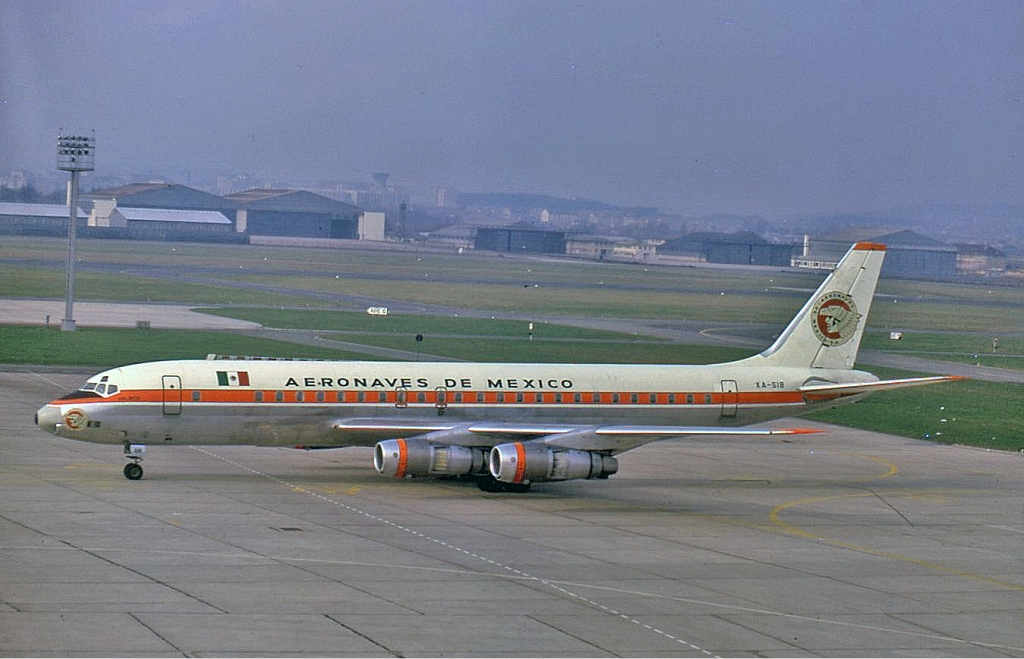
Années 1960
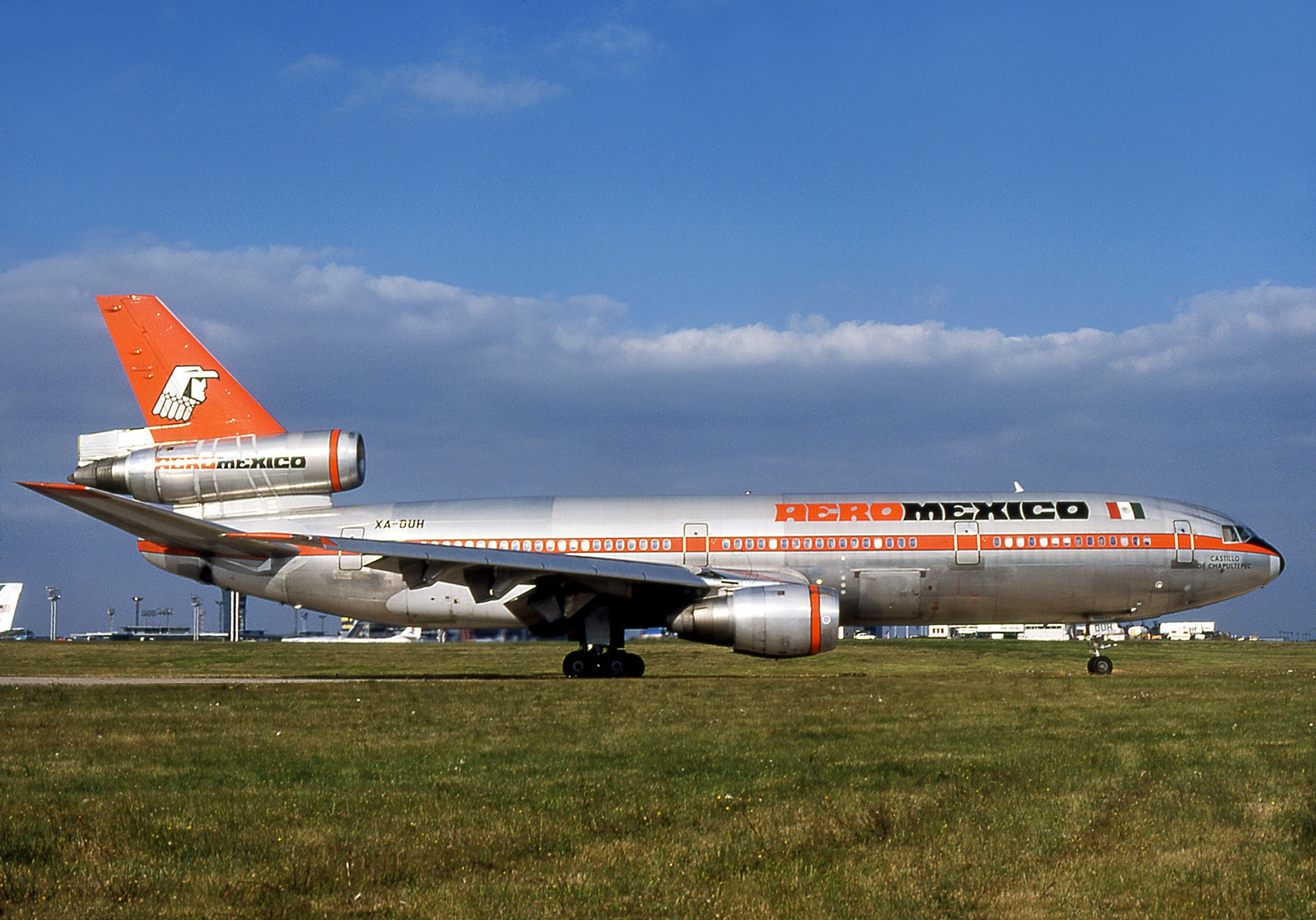
Années 1970
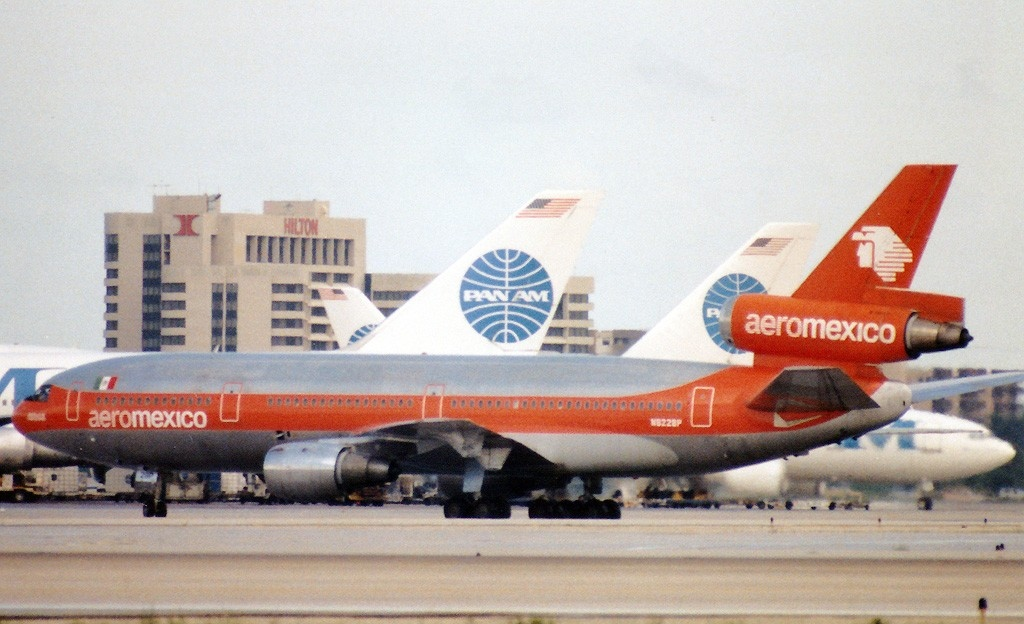
Années 1980
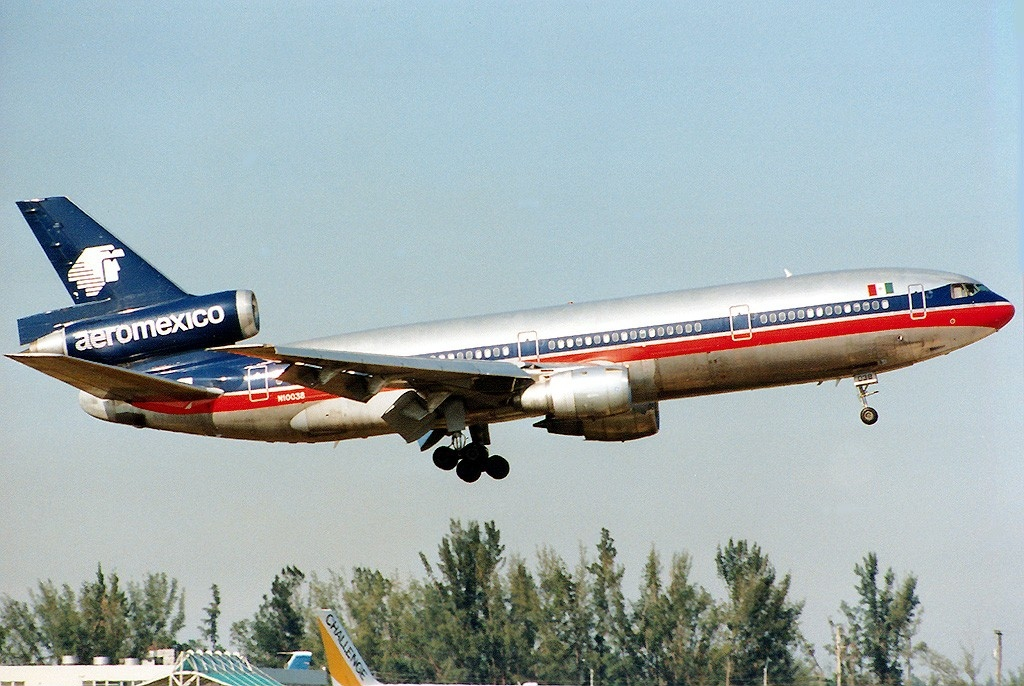
Années 1990
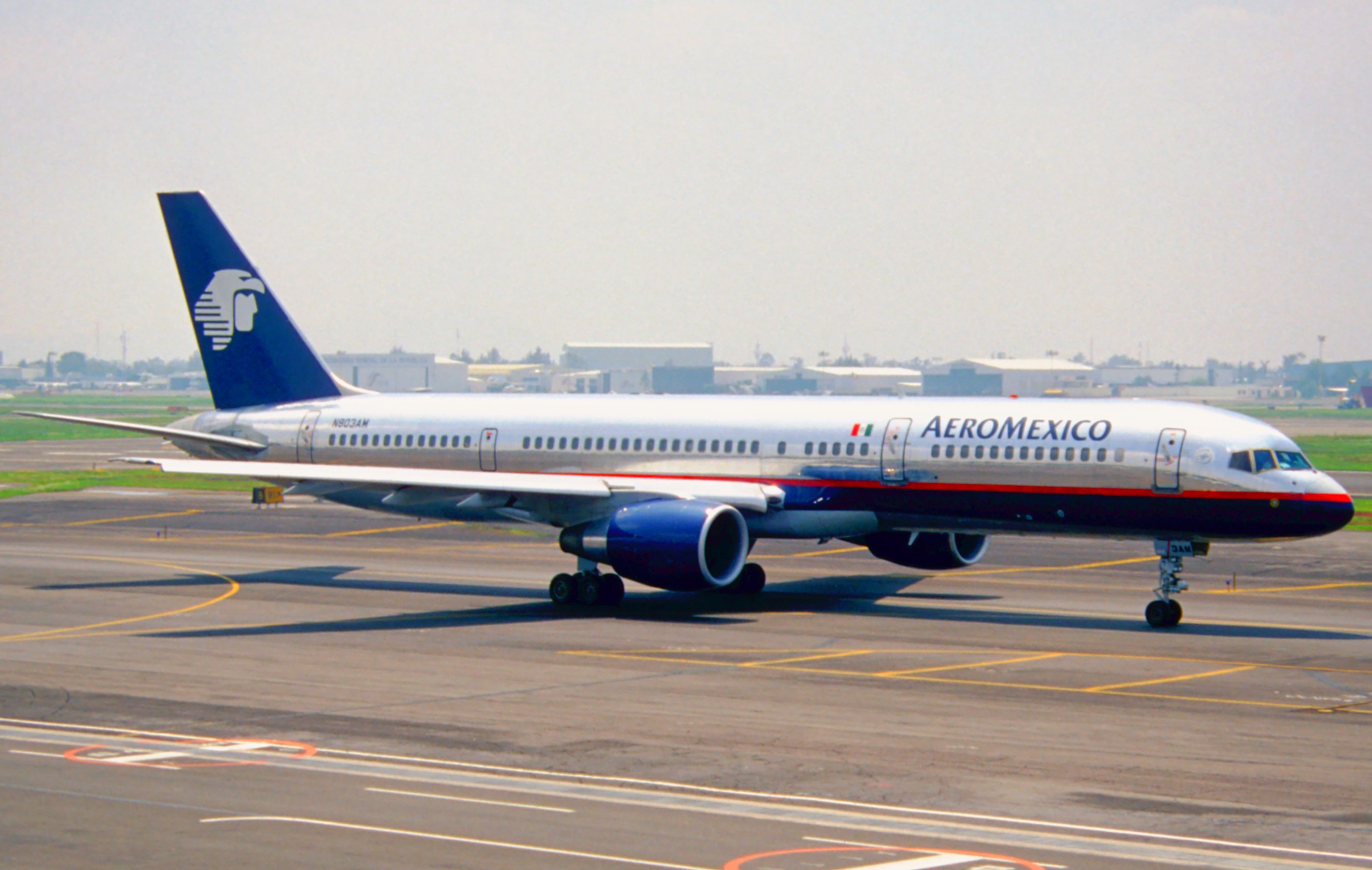
Années 2000
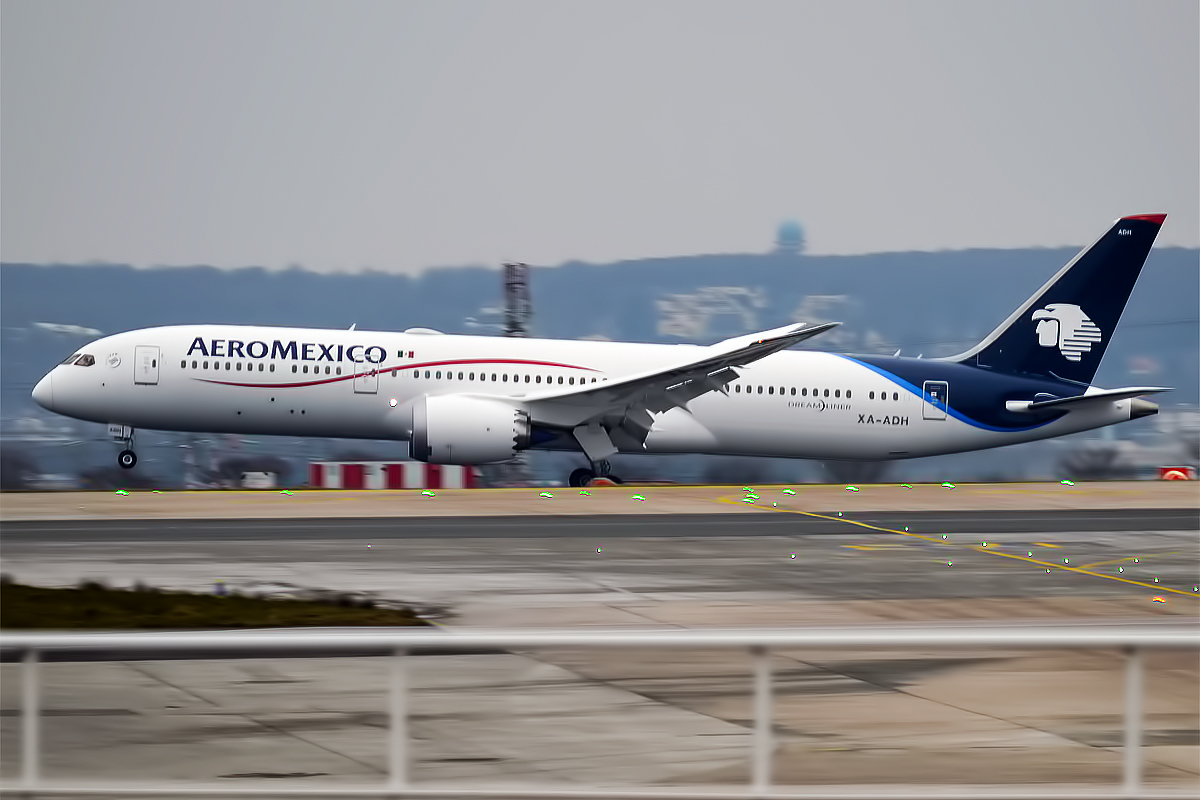
Livrée actuelle

### Slogans
- Années 1960 et années 1970 – Mexico's largest airline
- Années 1990 – La línea aérea mas puntual del mundo[16].
- Avant 2009 – Travel the world (Vamos por el mundo)[17]
- 2010–2012 – A donde te lleven tus sueños.
- 2012–2013 – Nunca nos detenemos.
- 2013–aujourd'hui – La línea que nos une.
- 2016–aujourd'hui– La línea de los Mexicanos y del mundo.
- Slogan international : "Mexico's Global Airline"[18]

## Filiales

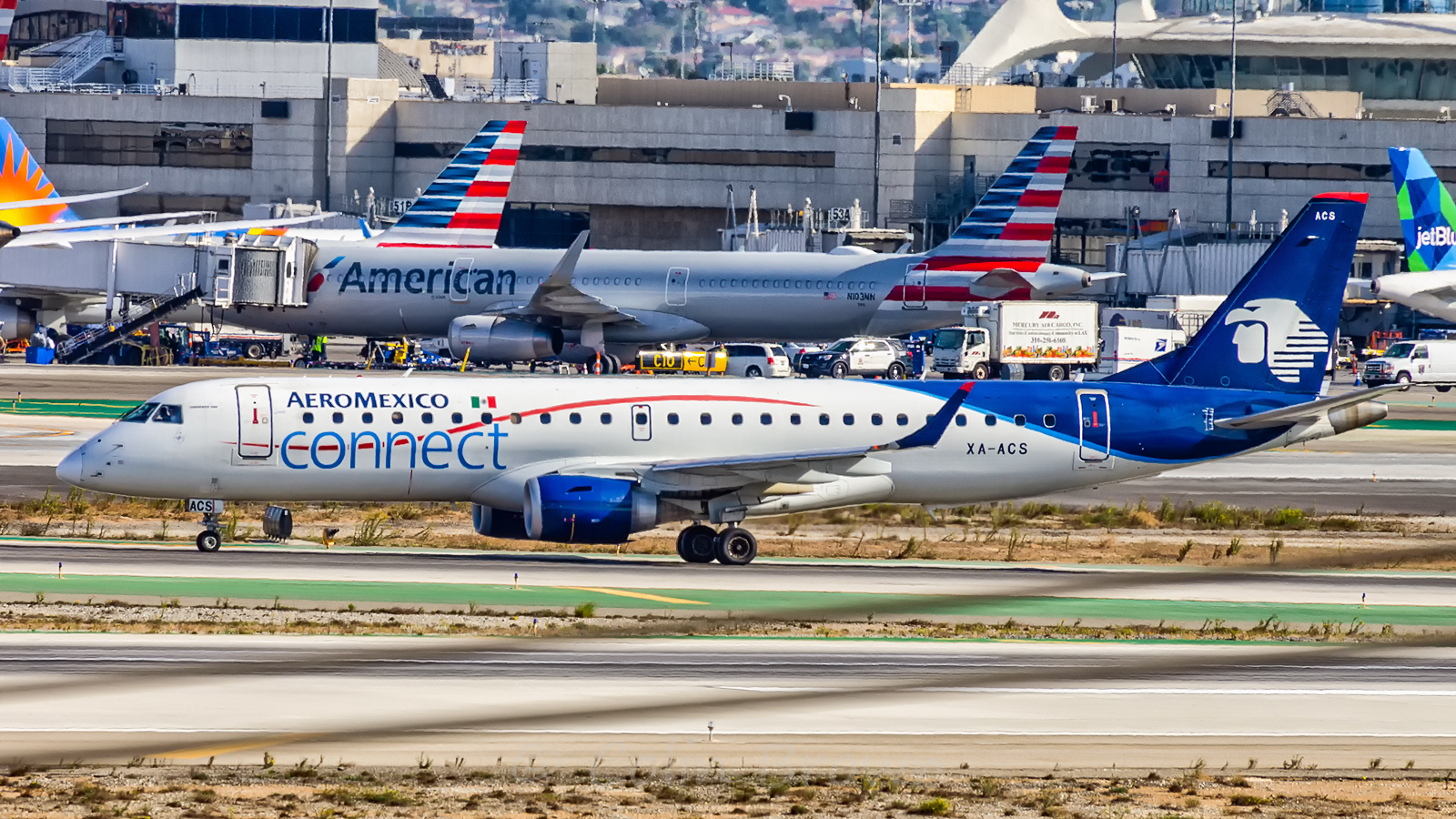
Un avion d'Aeromexico Connect, filiale régionale d'Aeromexico

### Filiales actuelles
- Aeroméxico Connect, anciennement Aerolitoral, une compagnie aérienne régionale basée à l'aéroport international de Monterrey
- Aeroméxico Contigo, la marque d'Aeromexico pour certains vols entre les États-Unis et le Mexique[19]

### Anciennes filiales
- Aeromexico Express était une compagnie aérienne régionale basée à l'aéroport international de Monterrey . C'était un partenariat entre Aeromexico et Aeromar. ELle a cessé d'exister en juin 2016 lorsque les deux ATR 72-600 loués avec équipage qu'elle utilisait pour exploiter ses routes ont été restitués à Aeromar[20].
- Aerovias Guest
- Aeroperú, la compagnie aérienne nationale péruvienne basée à l'aéroport international de Lima
- Mexicana, de 1993 à 1995
- Aeromexpress, un transporteur de fret basé à l'aéroport international de Mexico à Mexico
- Aeroméxico Travel, une compagnie aérienne charter basée à l'aéroport international de Cancún

## Destinations
En mars 2013, Aeroméxico et sa filiale Connect desservent 55 aéroports au Mexique ainsi que des destinations à l'international.

### Partage de codes

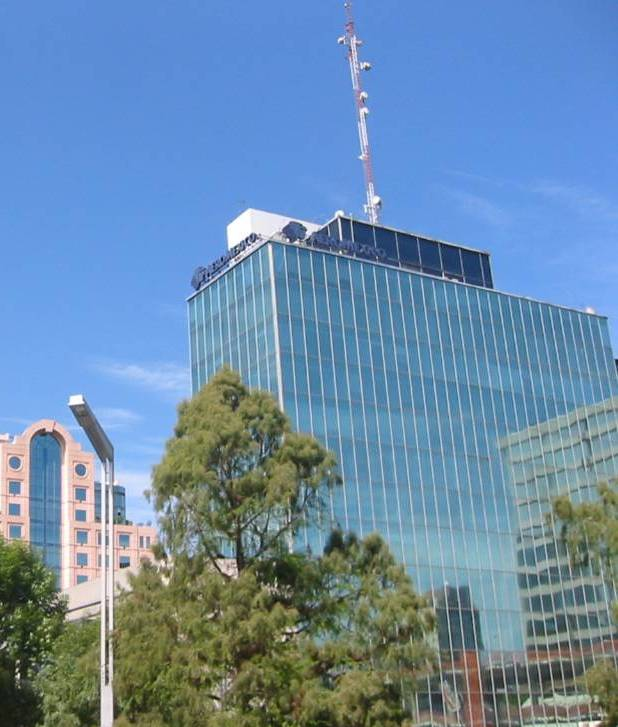
Le siège d'Aeroméxico.

Aeromexico a passé des accords de partage de codes avec les compagnies suivantes
- Aeroflot
- Aerolineas Argentinas
- Air Europa
- Air France
- Alitalia
- Avianca
- China Airlines
- China Eastern Airlines
- Copa Airlines
- Czech Airlines
- Delta Air Lines (Joint Venture Partner)
- El Al
- Garuda Indonesia
- Gol Transportes Aéreos
- Japan Airlines
- Kenya Airways
- KLM
- Korean Air
- Middle East Airlines
- Saudia
- TAROM
- Vietnam Airlines
- Virgin Atlantic
- WestJet
- XiamenAir

## Flotte

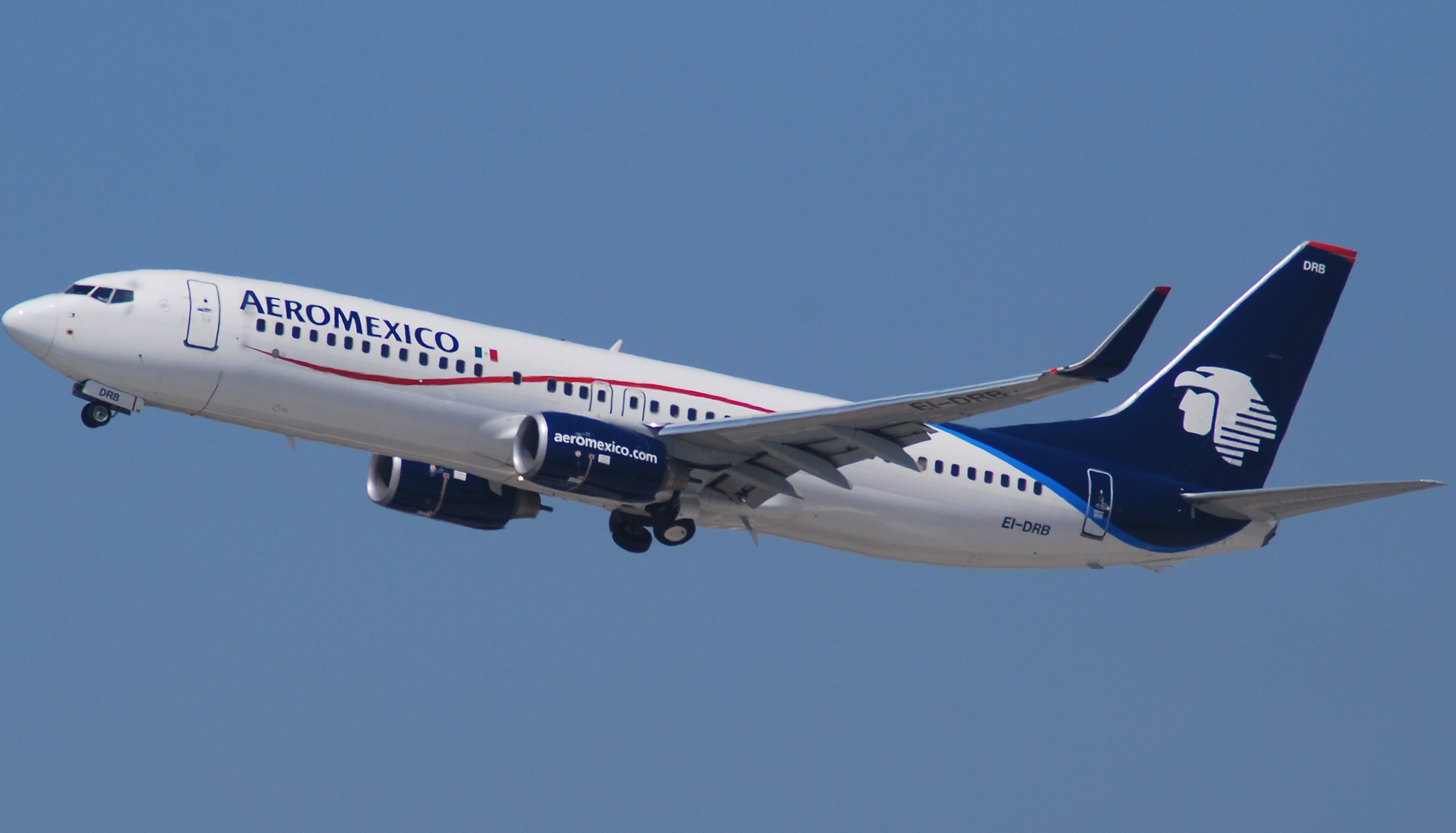
Boeing 737-800 d'Aeroméxico

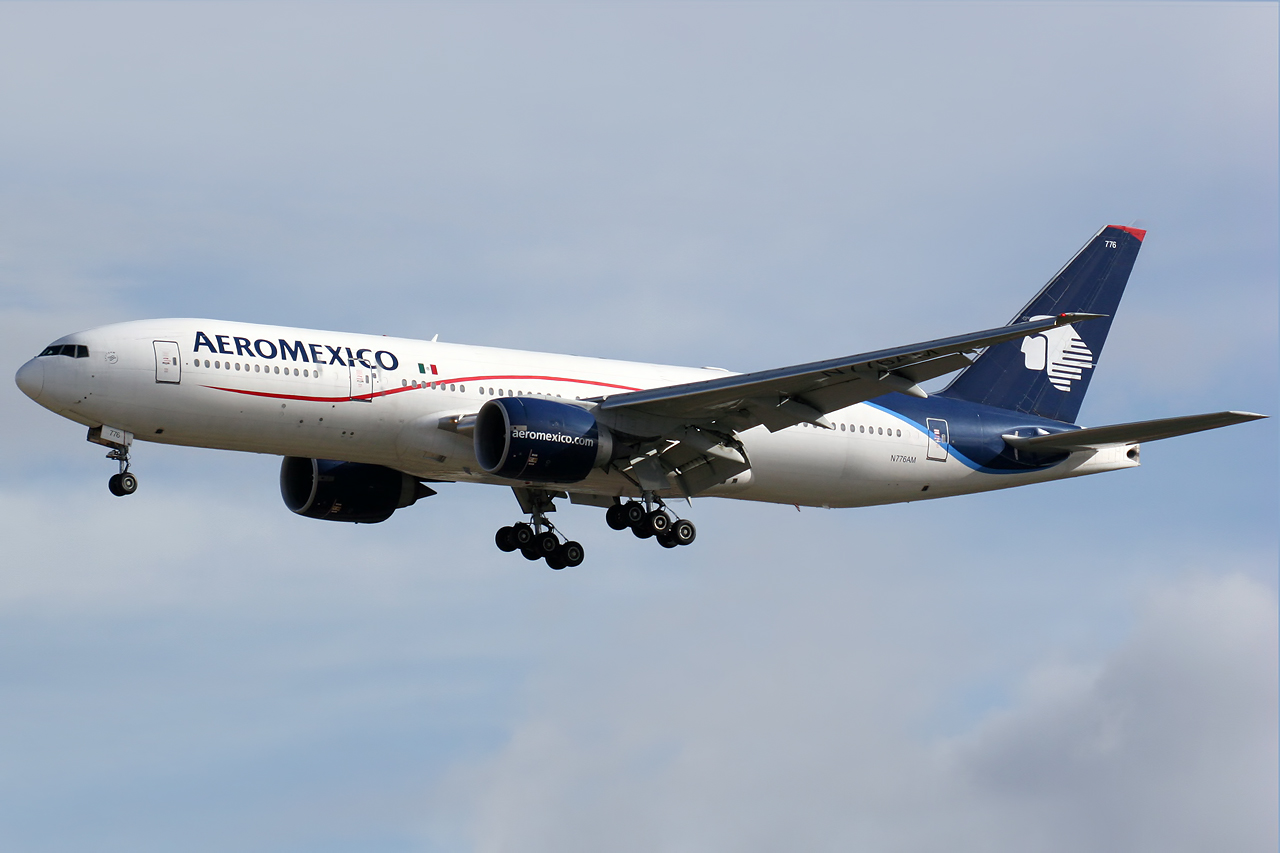
Boeing 777-200ER

En juin 2025, la flotte d’Aeroméxico est composée des appareils suivants:
| Avion            | En service | Commandes | Passagers | Passagers | Passagers | Passagers | Notes |
| Avion            | En service | Commandes | C         | W         | Y         | Total     | Notes |
| ---------------- | ---------- | --------- | --------- | --------- | --------- | --------- | --- |
| Boeing 737-800   | 34         | 0         | 16        | 18        | 126       | 160       | Équipés de winglets. |
| Boeing 737 MAX 8 | 42         | 3         | 16        | 18        | 132       | 166       | |
| Boeing 737 MAX 9 | 26         | 4         | 16        | 18        | 147       | 181       | |
| Boeing 787-8     | 8          | 0         | 32        | 0         | 211       | 243       | |
| Boeing 787-9     | 14         | 2         | 36        | 0         | 238       | 274       | Première livraison en août 2016, entrée en service en octobre 2016. XA-ADL est peint dans une livrée spéciale commémorant Quetzalcoatl |
| Total            | 124        | 9         |           |           |           |           | |

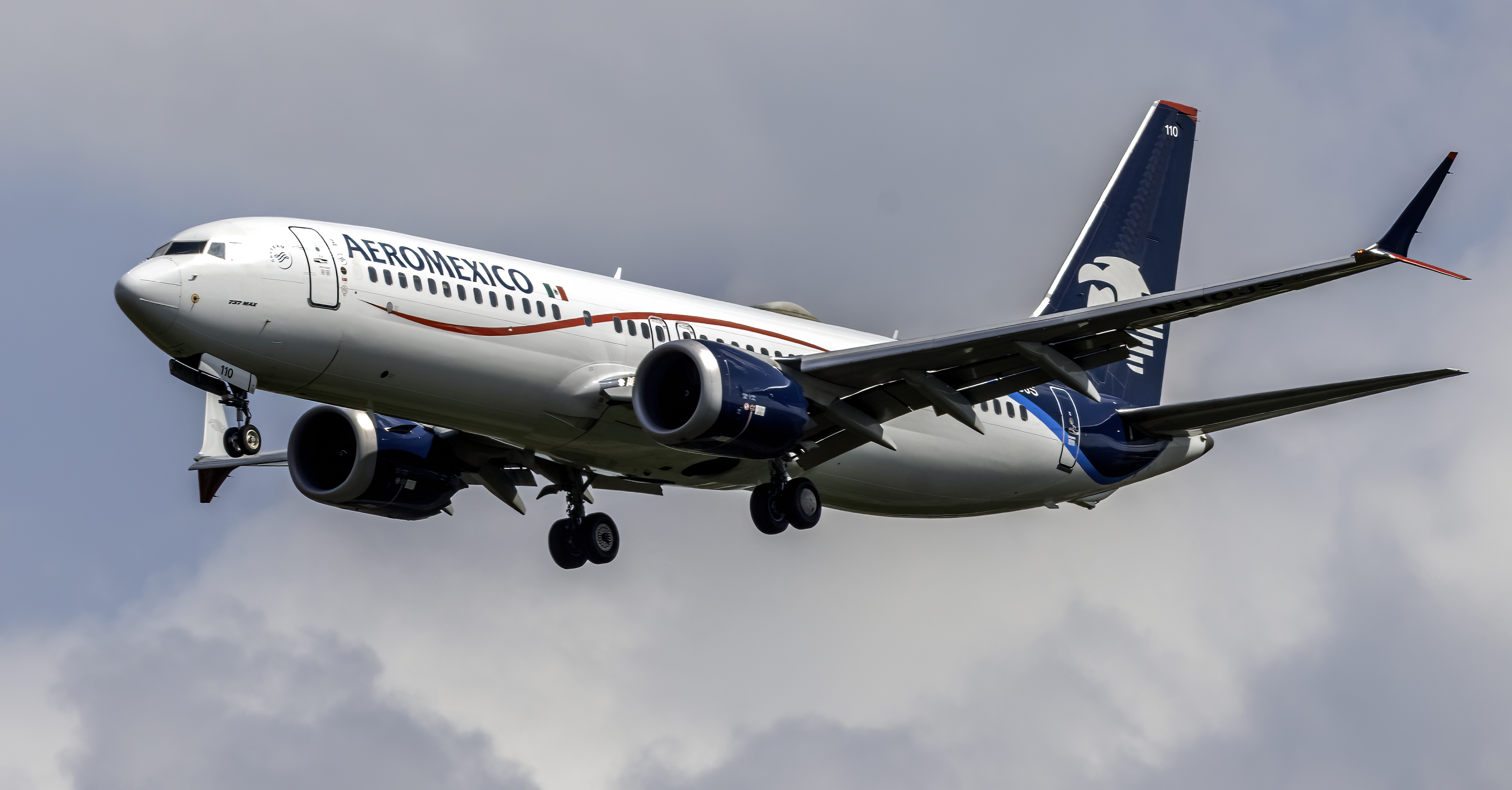
Boeing 737 MAX-8 d’Aeroméxico

Exploités par Aeroméxico Connect (35 avions) :

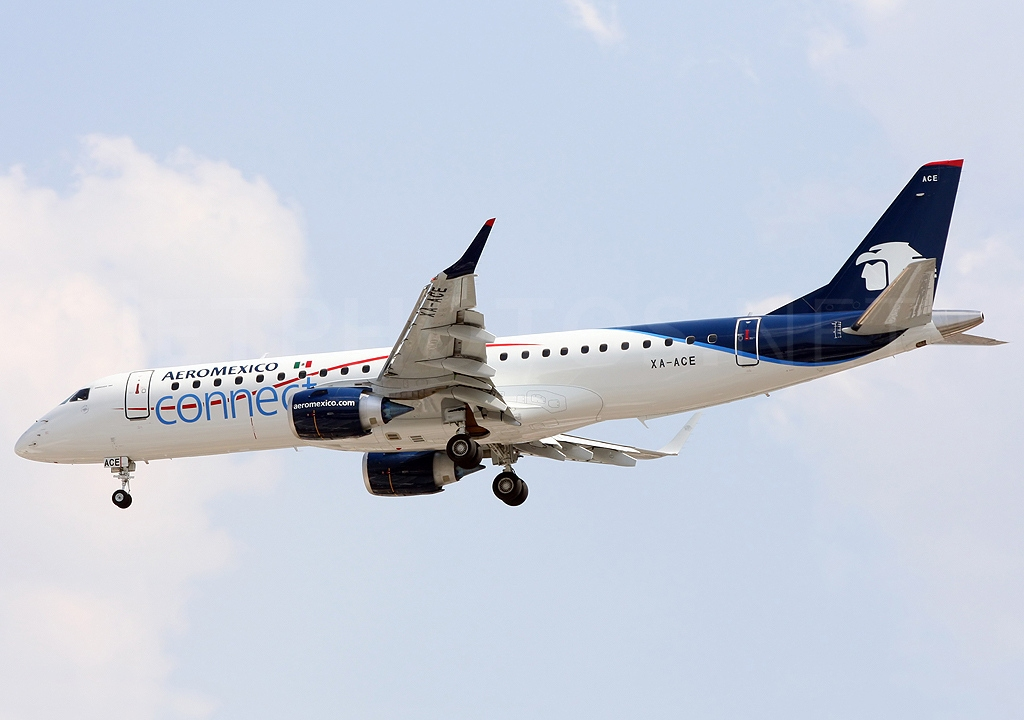
Embraer 190 de la filiale Aeroméxico Connect

- 35 Embraer 190

### Anciens avions exploités
- Avro Anson
- Bellanca Pacemaker
- Beechcraft 17 Staggerwing
- Boeing 247D
- Boeing 757-200
- Boeing 767-200ER
- Boeing 767-300ER
- Boeing 777-200ER
- Bristol Britannia
- Convair 340
- Douglas DC-3
- Douglas DC-4
- Douglas DC-6
- Douglas DC-8
- Lockheed Constellation
- McDonnell Douglas DC-9-15
- McDonnell Douglas DC-9-30
- McDonnell Douglas DC-10-15
- McDonnell Douglas DC-10-30
- McDonnell Douglas MD-82
- McDonnell Douglas MD-83
- McDonnell Douglas MD-87
- McDonnell Douglas MD-88
- Stinson SR
- Travel Air

## Accidents et incidents

### Aeronaves de México
- 26 mars 1954 près de Monterrey, México - XA-GUN a Douglas DC-3[23],[24].
- 2 juin 1958 près de Guadalajara, Mexique - XA-MEV, un Lockheed L-749A Constellation fonctionnant sous le nom de vol 111, s'est écrasé sur la montagne La Latilla, à 16 kilomètres (10 miles) de l' aéroport de Guadalajara, peu après le décollage pour un vol vers Mexico après l'équipage de l'avion de ligne n'a pas suivi la procédure de montée établie pour l'aéroport de Guadalajara. L'accident a tué les 45 personnes à bord et deux éminents scientifiques américains - l' océanographe Townsend Cromwell et le scientifique des pêches Bell M. Shimada - étaient parmi les morts. Il s'agissait de l'accident d'aviation le plus meurtrier de l'histoire du Mexique à l'époque[25],[26],[27],[28],[29].
- 19 janvier 1961 à New York ( Idlewild ) - XA-XAX un Douglas DC-8-21[30]
- 13 août 1966 près d'Acapulco, Mexique - XA-PEI a Douglas DC-8-51[31].
- 24 décembre 1966 Lake Texcoco, Mexique - XA-NUS a Douglas DC-8-51[32]
- 12 juin 1967 près de La Paz, México - XA-FUW a Douglas DC-3A [33]

### Aerovias de Mexico (AeroMexico)
- Le 20 juin 1973, Douglas DC-9-15 XA-SOC près de Puerto Vallarta, Mexique, vol Aeroméxico 229, un service quotidien de l' aéroport intercontinental George Bush à Lic. L'aéroport international Gustavo Díaz Ordaz, s'est écrasé sur le flanc d'une montagne en approche, tuant les 27 personnes à bord[34].
- 2 septembre 1976 Le Douglas DC-9-15 XA-SOF fonctionnant sous le nom du vol 152 d'Aeromexico a dépassé la piste de l'aéroport de Leon / Guanajuato-Del Bajio, où il a été endommagé de façon irréparable. Aucun blessé n'a été signalé[35].
- Le 27 juillet 1981, le vol 230 XA-DEN d'Aeromexico, un Douglas DC-9-32, s'est écrasé lors de son atterrissage à Chihuahua, tuant 32 des 66 personnes à bord[36].
- 8 novembre 1981 XA-DEO a Douglas DC-9-32 à Sierra de Guerrero, Mexique[37].
- Le 31 août 1986, le vol 498 d'Aeromexico, exploité avec un McDonnell Douglas DC-9-32, était en approche finale vers LAX lorsqu'il est entré en collision avec un Piper PA-28 Archer au-dessus de Cerritos, en Californie . L'accident qui en a résulté a tué les 67 personnes dans les deux avions et 15 personnes au sol à Cerritos.
- Le 6 octobre 2000, le vol 250 N936ML d' Aeroméxico, un Douglas DC-9-31, a envahi la piste de l'aéroport international General Lucio Blanco, Reynosa, Mexique, tuant 4 personnes au sol[38].
- Le 9 septembre 2009, le vol Aeroméxico 576 a été détourné entre Cancún et Mexico. Le détournement s'est terminé à Mexico sans faire de victimes.
- Le 20 mai 2017, le vol 642 d'Aeroméxico, un Boeing 737-800, est entré en collision avec un camion utilitaire à LAX, blessant 8 personnes, dont deux grièvement[39].
- Le 31 juillet 2018, le vol 2431 d'Aeroméxico Connect s'est écrasé au décollage de l'aéroport international de Durango. Peu de temps après avoir décollé, l'avion a rencontré un cisaillement soudain du vent causé par une microrafale. L'avion a rapidement perdu de la vitesse et de l'altitude et a percuté la piste, détachant les moteurs et s'arrêtant à environ 1 000 pieds (300 m) au-delà de la piste. L'avion a pris feu et a été détruit. Les 103 personnes à bord ont survécu, mais 39 passagers et membres d'équipage ont été blessés[40].

## Photos et livrées spéciales

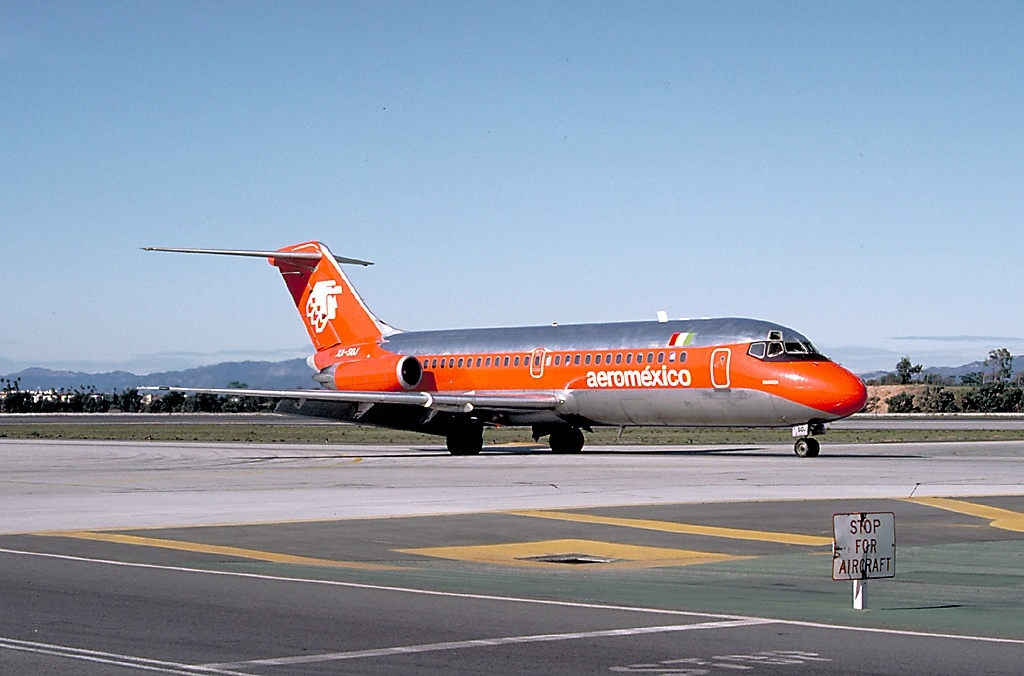
DC-9
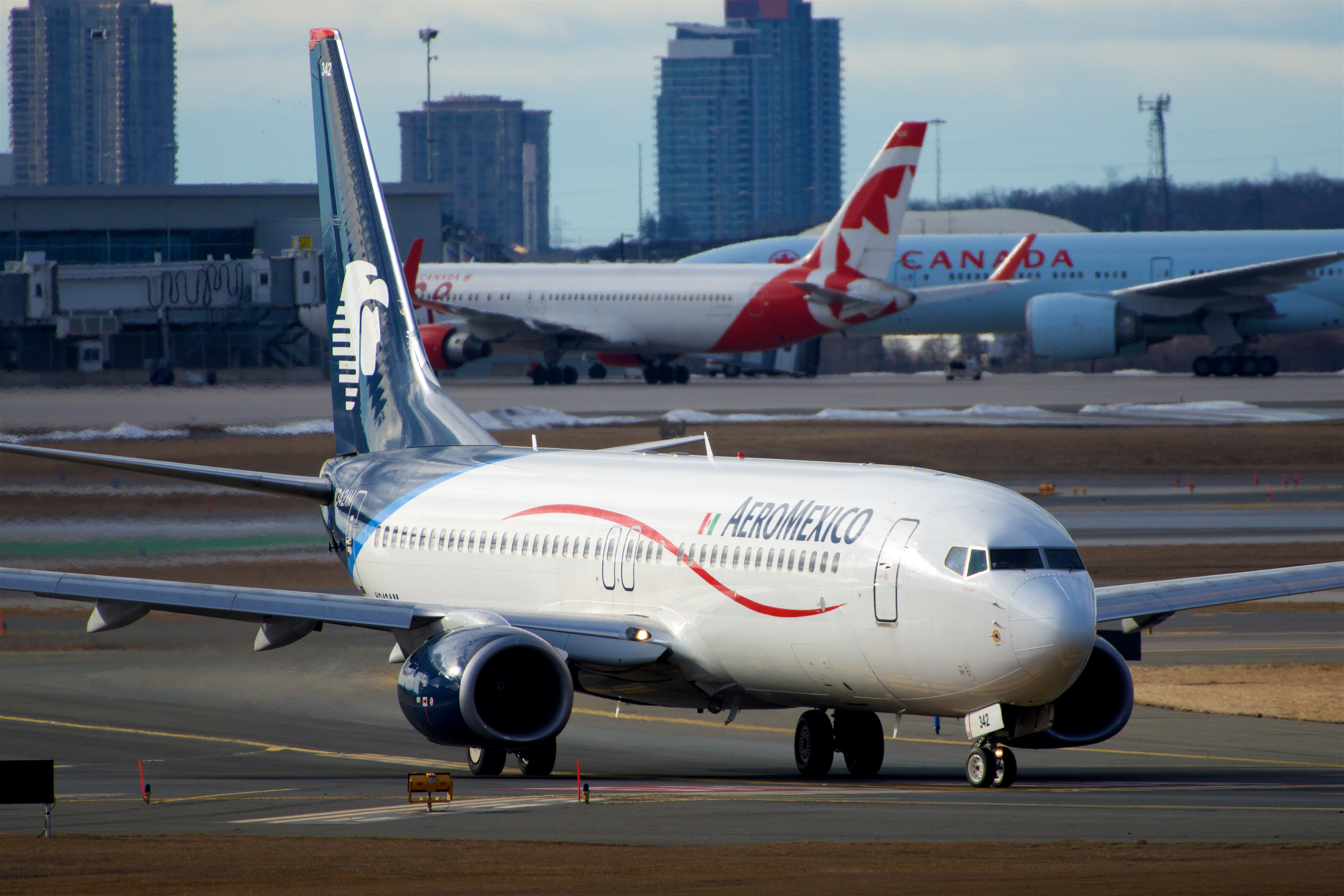
Boeing 737-800
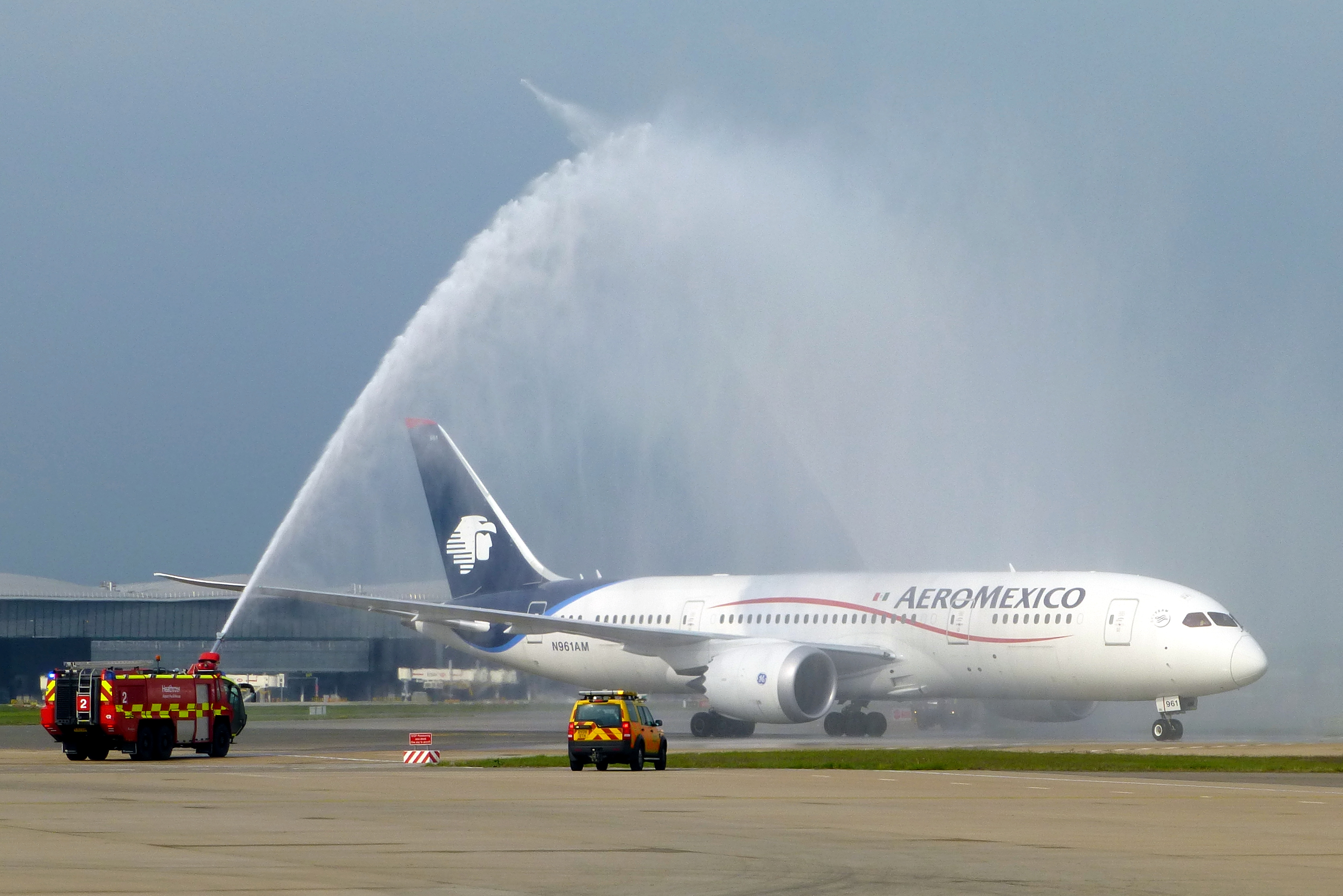
Water cannon salute

Livrées spéciales
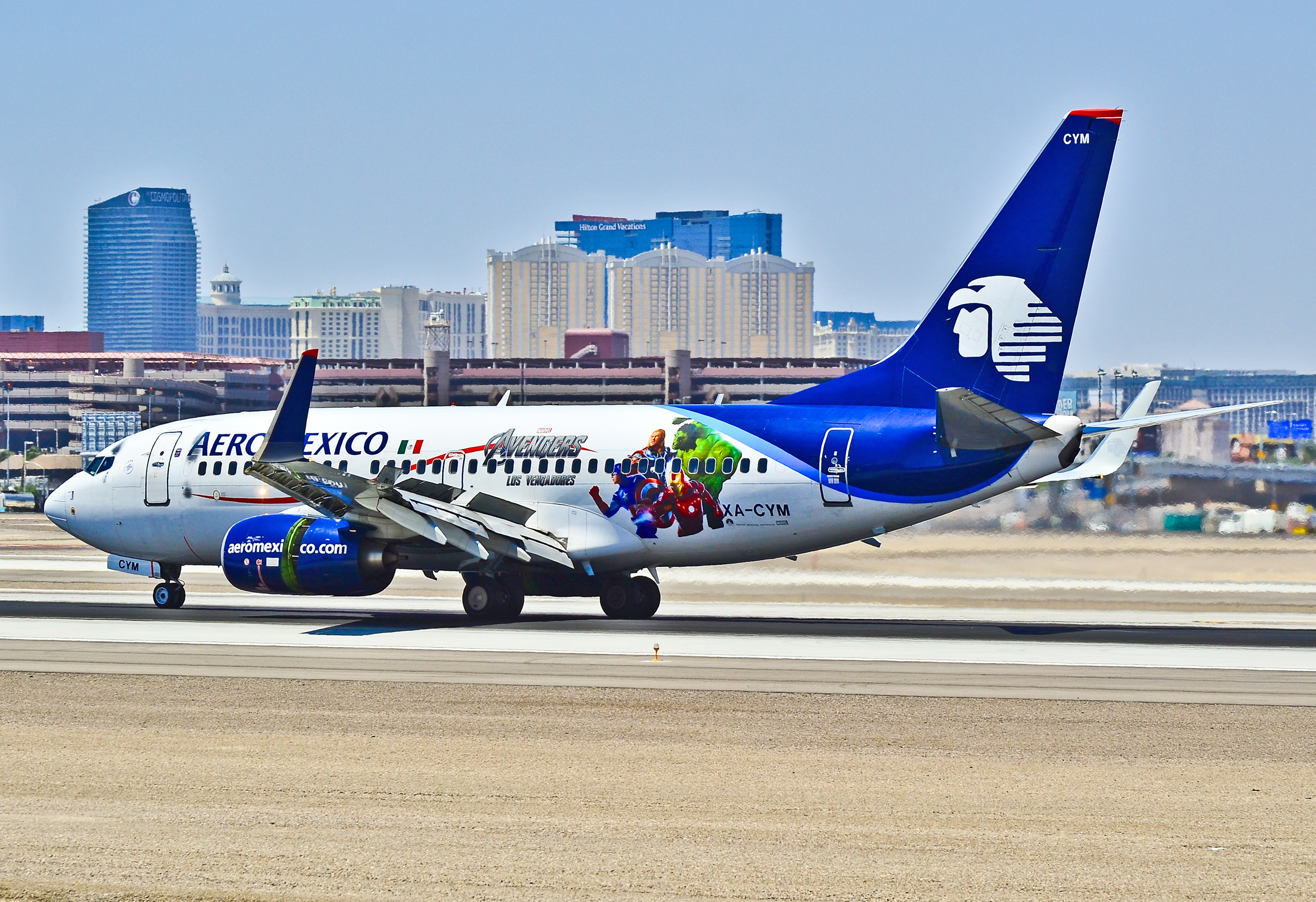
Livrée Avengers
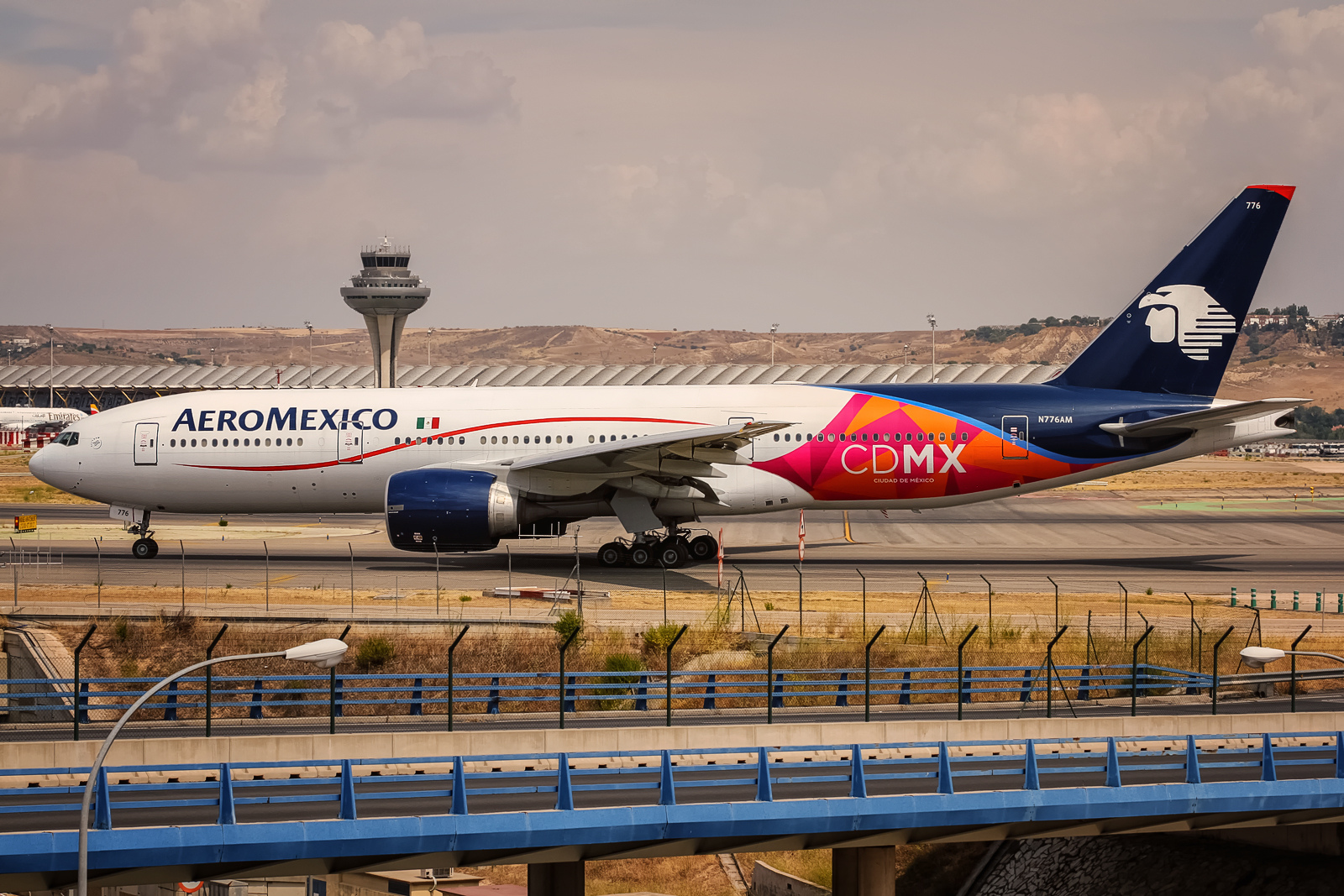
Boeing 777
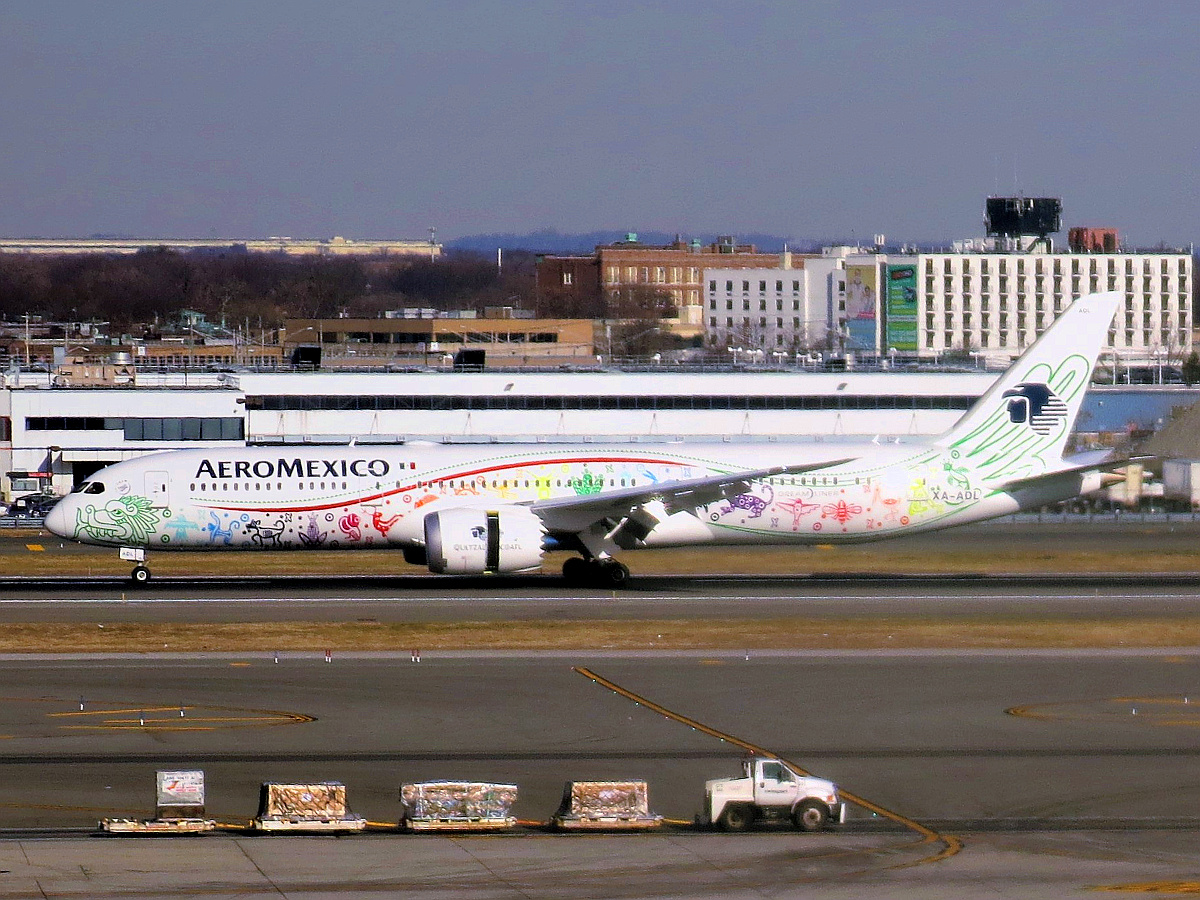
Quetzalcoatl special livery